# 约什卡·布罗兹

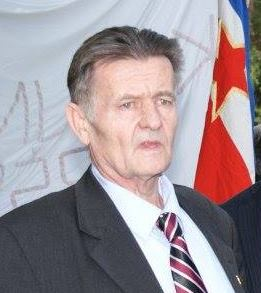
2014年的约什卡·布罗兹

约瑟普·“约什卡”·布罗兹（1947年12月6日—2025年6月3日）是塞尔维亚的一个政治人物，民族认同为“南斯拉夫人”。他是南斯拉夫总统约瑟普·布罗兹·铁托的孙子，也是前南斯拉夫地区最著名的铁托主义遗产支持者之一。

## 生平
1947年12月6日，他出生于贝尔格莱德，是扎尔科·布罗兹（铁托和佩拉吉娅·别洛乌索娃的儿子）与其第一任妻子、俄罗斯人塔玛拉·维格尔所生。他毕业于贝尔格莱德大学森林管理系，曾在军方狩猎保护区工作（在那里学会烹饪野味），还当过林务员、金属工人，以及负责祖父安保工作的警察。尽管他与铁托经常接触，但他并没有在富裕的环境中长大，也没有通过继承致富。
2002年，一份报纸报道他住在贝尔格莱德德迪涅区的一座破旧的小房子里，在泽蒙当厨师。他曾说：“我不为家里一无所有而感到遗憾。祖父从小就教育我要做一个谦逊的人，不要与普通人有什么不同。”他还表示，正是这种谦逊帮助他熬过1990年代塞尔维亚和南斯拉夫经历的种种苦难。
2009年，他参与创建共产党，并任该党主席；2022年，共产党改组为塞尔维亚左翼，他担任名誉主席。2016年—2022年，任国民议会议员，并加入塞尔维亚社会党议会党团。
2025年6月3日，他在贝尔格莱德去世，得年77岁。
他信奉东正教。